# Марсабіт
Марсабіт — місто в окрузі Марсабіт на півночі Кенії. Місто майже оточене національним парком Марсабіт. Місто розташоване за 170 км на схід від центру Східно-Африканського рифту на висоті від 1300 до 1400 метрів. Марсабіт є столицею округу Марсабіт і розташований на південний схід від пустелі Чалбі в лісистій місцевості, відомій своїми вулканами та кратерними озерами.

## Огляд
Марсабіт — це форпост міської цивілізації посеред пустелі на півночі Кенії. Місто розташоване на ізольованому згаслому вулкані Марсабіт, який підноситься майже на кілометр над пустелею. Пагорби вулкану густо вкриті лісом. У місті проживає близько 5 тис. чоловік.

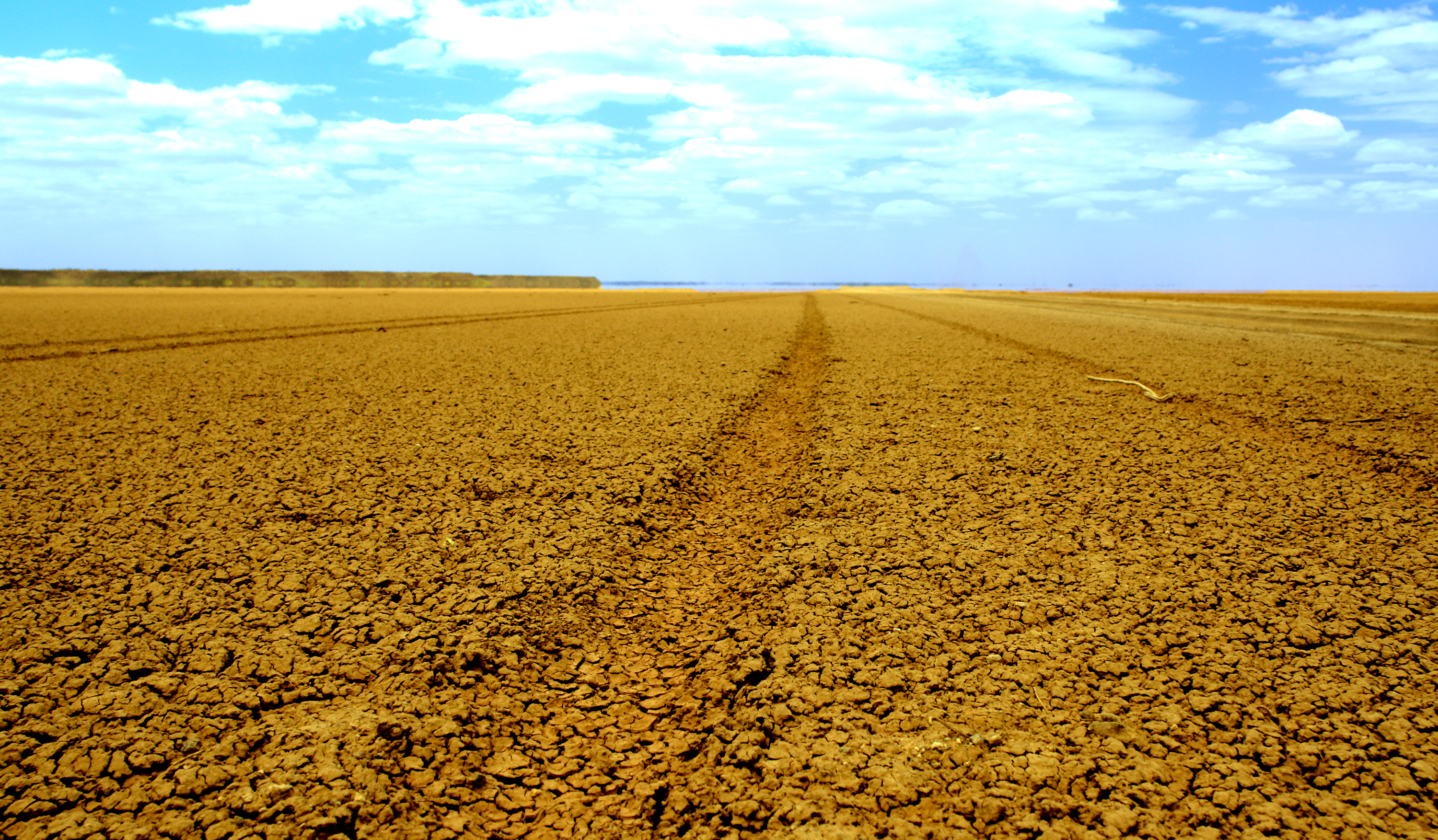
Марсабіт розташований на південний схід від пустелі Чалбі

Місто населяють представники різних племен, що проживають на півночі Кенії, зокрема, банту, борана, габра, оромо та представники нілотських народів.
Назва міста, ймовірно, походить від амхарського слова ማርሳቤት marsa bet, що означає «дім/будинок Марси». Є й інша теорія. Уплемені ренділе слово mar означає «дощові/мрячущі хмари», а sabich означає «поглинаючий».
З іншого боку, стверджується, що «Марса» був губернатором і був відправлений сюди імператором Ефіопії Хайле Селассіє в той час, коли ця територія була частиною Ефіопії. Вважається, що в замку на вершині пагорба на околиці міста жив губернатор Марса (історик Муктар Осман Шумбе-Оромо).

## Культура і релігія

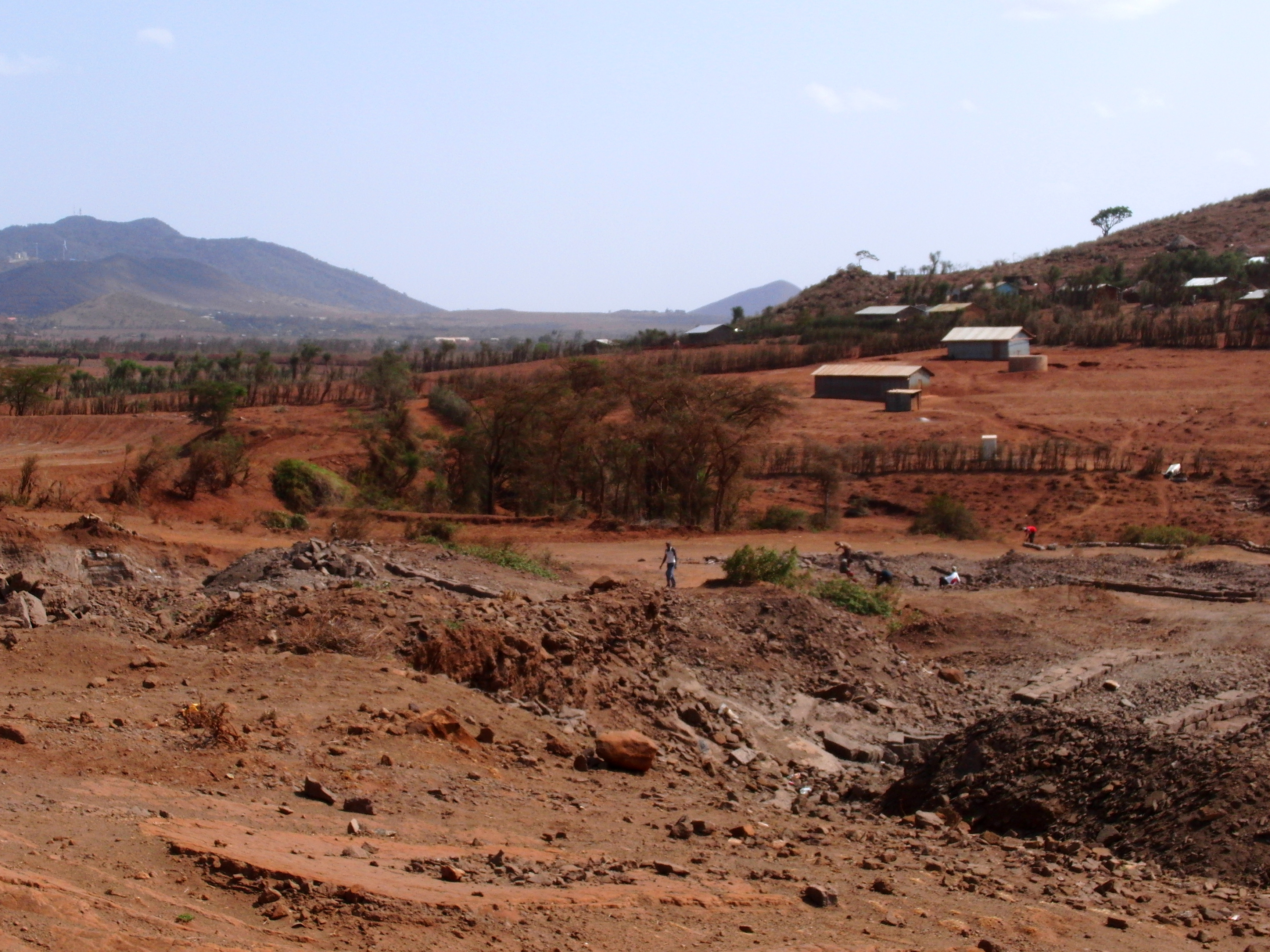
Кам'яна яма прямо біля міста Марсабіт

Крім вищезазначених етнічних груп, в місті живуть й інші люди з інших частин Кенії, які працюють там переважно на уряд і бізнес. У місті проживають і мусульмани і християни, і прихильники традиційних релігій.
Марсабіт був оголошеним місцем проведення конференції між старійшинами Борана та Габра у 2009 році для вирішення існуючих конфліктів між двома етнічними групами.

## Транспорт

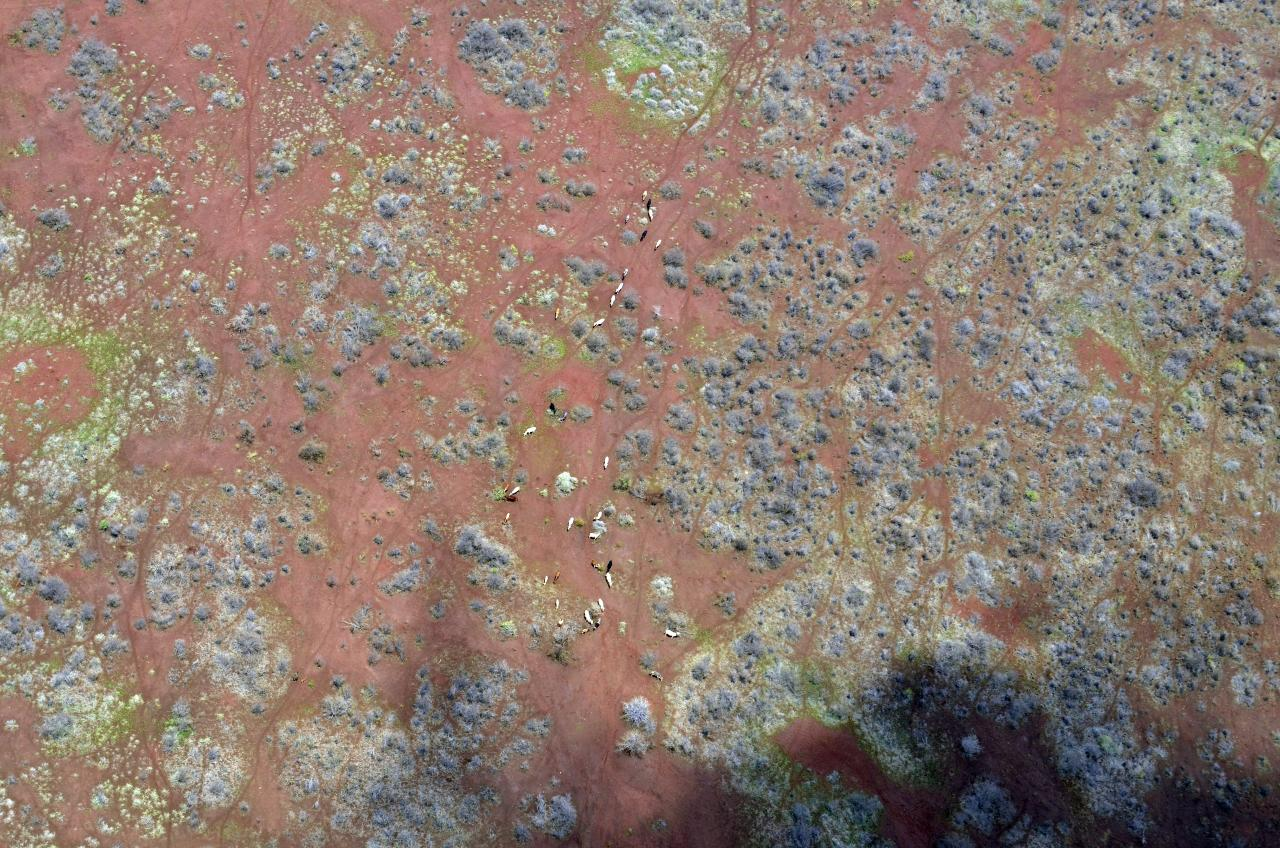
Пташиний вид на околиці Марсабіту

Марсабіт розташований приблизно за 550 км від Найробі.
У місті є дві злітно-посадкові смуги, які обслуговують чартерні літаки: одна неподалік від міста на дорозі в напрямку Мояле (злітно-посадкова смуга Marsabit), а друга — далі в напрямку Чалбі (злітно-посадкова смуга Segel). Mission Aviation Fellowship (MAF) здійснює єдиний регулярний рейс до Марсабіту по вівторках і п'ятницях.

## Економіка

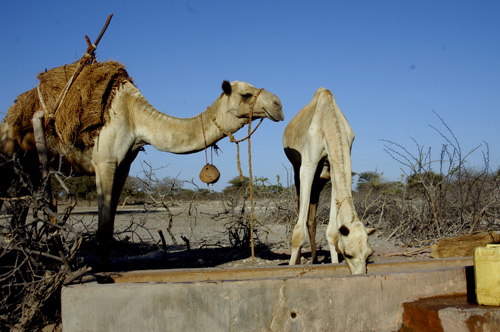
Верблюди у Марсабіті

Місто Марсабіт є торговим і комерційним центром, який сприяє постачанню та переміщенню товарів і послуг між Мояле (товари з Ефіопії) та Ісіоло (товари з Найробі). Сільське господарство також відіграє певну роль, оскільки багато місцевих вирощують просо та кукурудзу для місцевого споживання, а кочові племена постачають яловичину, продаючи своїх корів.
Райське озеро (яке приваблює тварин, таких як слони та буйволи) і кратер Бонголе, розташовані у самому серці лісу, є місцевими визначними пам'ятками для туристів. Місто представляє багатий культурний інтерес для антропологів та інших дослідників.

## Клімат
Марсабіт має клімат тропічної савани з посушливим літом, що залежить від висоти. У місті дуже вітряно. Це відбувається під впливом атмосферної особливості, відомої як «струмень Туркана», яка є сильним південно-східним вітром, що походить з Індійського океану. Метеорологічний департамент Кенії керує метеостанцією ВМО в Марсабіті.